# Villargiroud
Villargiroud (Velâdzerou  en patois fribourgeois) est une localité et une ancienne commune suisse du canton de Fribourg, située dans le district de la Glâne.

## Histoire
Située sur le versant occidental du Gibloux, la localité de Villargiroud contient un établissement romain (dépendance d'une villa ?) trouvé dans la forêt de la Joux après la tempête Lothar en 1999 ainsi que des tombes burgondes et plaque-boucle de ceinture décorée en 1887. Quatre frères de Villargirot déclarèrent en 1259 tenir en fief héréditaire de l'abbaye d'Humilimont de vingt-quatre poses de champ. La petite seigneurie de Villargiroud fut reliée tantôt à celle d'Orsonnens, tantôt à la baronnie de Pont. Au XIVe siècle, elle fut propriété des sires de Pont, au XVe des Estavayer, Rovéréa, Champion, Arsent et Challant, au XVIe des Diesbach, Techtermann, de Marguerite de La Palud (veuve d'Antoine de Gruyère), des Challant et des Alex (1579), aux XVIIe et XVIIIe des Wild. L'ancienne commune passa sous la suzeraineté de Fribourg en 1535, fut rattaché dès lors au bailliage de Pont-Farvagny, au district de Romont en 1798, à celui de Farvagny de 1803 à 1848. Villargiroud a toujours relevé de la paroisse d'Orsonnens. Village agricole (élevage et cultures fourragères), il développe un caractère résidentiel.
Le 1er janvier 2001, l'ancienne commune de Villargiroud fusionne avec ses voisines de Chavannes-sous-Orsonnens, Orsonnens et Villarsiviriaux pour former la commune de Villorsonnens.

## Toponymie
- 1259 : Villargirot
- 1305 : Villargiroz

## Démographie
Villargiroud comptait 100 habitants en 1811, 144 en 1850, 239 en 1900, 264 en 1950, 377 en 2000.